# Rio Grande do Sul (1867)
El monitor Rio Grande do Sul fue un navío de la Armada del Imperio del Brasil que sirvió en la Guerra de la Triple Alianza. 

## Historia
Primer embarcación de la marina brasileña en llevar ese nombre en homenaje al estado de Rio Grande do Sul, fue construida en los astilleros del Arsenal de Marina de Río de Janeiro, según planos del ingeniero naval capitán teniente Napoleão Level, diseño de máquinas del ingeniero Carlos Braconnot y de sistemas de armamento del teniente Henrique Baptista.
Era un buque de estructura de hierro pero con casco de madera cubierto por una coraza de 4", impulsado por dos máquinas de vapor con una potencia de 30 HP que impulsaban dos hélices y le permitían alcanzar una velocidad de 8.50 nudos. 
Su eslora era de 36,57 m, manga de 8,54 m, puntal de 2.7 m y un calado de 1,52 m, con un desplazamiento de 342 t. 
Montaba 1 cañón de retrocarga Whitworth de 70 mm. 
Era tripulada por 8 oficiales y otros 35 tripulantes.
El 8 de diciembre de 1866 fue colocada la quilla en ceremonia conjunta con sus gemelos Ceará, Piauhy, Santa Catarina y Alagoas.
El Rio Grande fue botado el 17 de agosto de 1867. A remolque del vapor Leopoldina dejó Río y arribó a Santa Catarina. Allí fue remolcado por el vapor Presidente y arribó finalmente a Rio Grande do Sul el 1 de enero de 1868, asumiendo el mando el teniente 1° Antônio Joaquim Ribeiro.
Remolcada ahora por el vapor Jaguarão arribó el 6 de enero a Montevideo y el 13 de ese mes se incorporó a la escuadra en operaciones frente al Fuerte de Curuzú.

### Paso de Humaitá
Tras el Paso de Curupayty (agosto de 1867) la escuadra aliada había quedado dividida. Entre el Fuerte de Curupayty y la Fortaleza de Humaitá permanecía la división de acorazados brasileños que había forzado el pasaje bombardeando sistemáticamente las posiciones enemigas y, sitiando Curupayty, el resto de la escuadra. La partida de Bartolomé Mitre, principal impulsor del cruce, había prolongado la situación hasta que en febrero de 1868 el almirante Joaquim José Inácio de Barros recibió órdenes del ministro de marina Ouro Preto de forzar el pasaje de Humaitá.
Aprovechando la noche del 18 de febrero, integrando la 3ª División Naval al mando del capitán de mar y guerra Delfim Carlos de Carvalho, futuro almirante y barón del Pasaje, junto a los monitores Bahía  y sus gemelos Pará, y Alagoas forzó el paso de Curupayty enfrentando durante una hora el fuego de los 22 cañones paraguayos que permanecían aún en esa posición.
A las 00:30 del 19 de febrero de 1868 se reunió con los restantes buques de la 3ª División Naval, los acorazados Brasil (buque insignia), Tamandaré, Colombo, Mariz e Barros, Cabral, Barroso, Herval, Silvado y Lima Barros, llevando a remolque las chatas acorazadas Cuevas, Lindóia y Riachuelo, para forzar el pasaje de Humaitá.

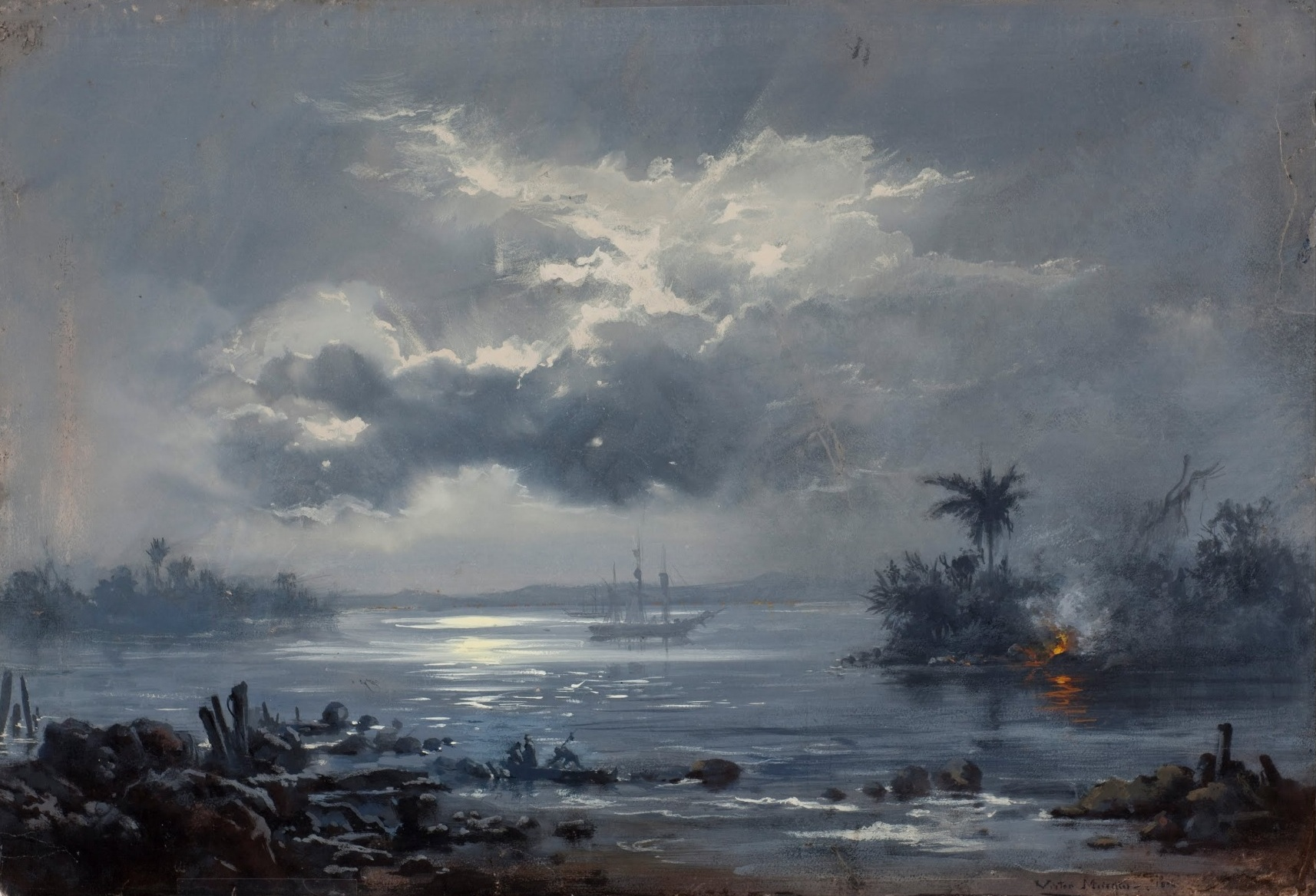
Pasaje de Humaitá.

Mientras el grueso de la escuadra brasileña iniciaba un violento bombardeo de distracción sobre Humaitá, en combinación con un ataque sobre el Reducto Cierva, posición fortificada situada en la ribera opuesta que cruzaba sus fuegos con la de Humaitá, una división reducida al mando de Delfim Carlos de Carvalho inició el pasaje de Humaitá.
El plan de Carvalho consistía en aparear tres acorazados y tres monitores, avanzando en doble hilera pese a la estrechez del pasaje. Si bien las amarras podían en teoría facilitar el remolque en la eventualidad de que algún buque viera inutilizadas sus máquinas, el gobierno de los buques en esas condiciones era en extremo dificultoso y demoraría la operación.
Así, el Barroso, Bahía (buque insignia) y Tamandaré llevarían a babor a los monitores Rio Grande,  Alagoas y Pará. Los buques emprendieron el pasaje de Humaitá a toda máquina, con los portalones cerrados y el blindaje de los buques reforzado con bolsas de arena, tablones de madera y cadenas, y sin abrir fuego para evitar ofrecer un blanco claro a sus adversarios, que habían advertido el movimiento y encendían grandes fogatas sobre las dos orillas del río para facilitar la puntería a sus artilleros. 
Sin más incidente que algunas varaduras que desorganizaron la marcha y la rotura del cabo que unía al Bahía con el Alagoas y la posterior deriva de esta río abajo, a las 3 de la mañana cinco de los buques de la división habían franqueado el paso sufriendo escaso daño.
Pocas horas después la escuadra enfrentó el Fuerte de Timbó, aguas arriba de Humaitá, consiguiendo dañar sus baterías (12 piezas de a 68 y 32), pero sufriendo algunos daños, mínimos en el Rio Grande (6 impactos en su casco), importantes en el Tamandaré, Para y el Alagoas que había conseguido forzar solo ambos pasajes.
Tras forzar seguidamente el Fuerte de Laurel, a las 10:30 llegaron a Tayí, donde los tres buques más dañados fueron embicados. Carvalho siguió con los restantes hasta Asunción del Paraguay (24 de febrero) en una inútil demostración de fuerza que dio ocasión a Francisco Solano López de evacuar Humaitá con el grueso de su ejército y artillería sin ser molestado por la escuadra, pasándose al Chaco y remontando el margen del río hasta establecer una nueva línea de defensa en Tebicuarí. 
Ayudados por la creciente del río, el 23 de marzo de 1868 los buques brasileños volvieron sobre sus pasos y se lanzaron sobre los remanentes buques paraguayos que habían auxiliado en la evacuación.
Hundido el Ygurey por los disparos del Barroso y del Río Grande, el vapor paraguayo Tacuarí, perseguido por el Bahía y el Pará, intentó inútilmente escapar por el arroyo Guaycurú y, tras desembarcar la tripulación, artillería y pólvora, dio fuego al navío y abrió rumbos para hundirlo.
El general Francisco Isidoro Resquín relataría que "El dicho día 23 de marzo bajaron del Tayi tres de los acorazados enemigos, forzando las baterías del Timbó, con el fin de apresar los dos vapores de madera que habían hecho el pasaje de las tropas. Sin embargo éstas se resistieron hasta colocarse bajo la protección de las baterías del Timbó, mandadas por el esforzado capitán Antonio Ortiz. Así protegidos pudieron liberarse de caer en poder del enemigo y recostarse en la parte del Chaco; pero en tal estado que uno de los vapores se fue a pique, y el otro quedó inutilizado, lográndose salvar sus cargamentos de artillería, caballos y algunas tropas, por la costa del río". 

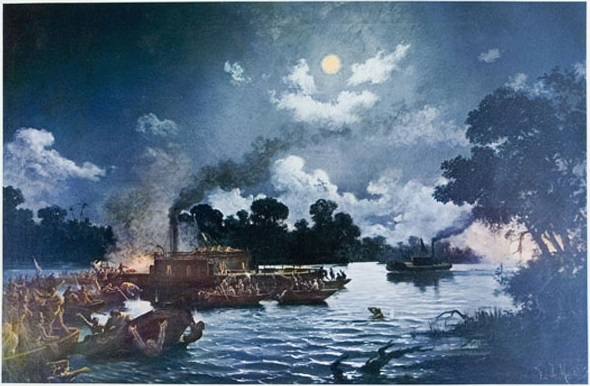
Abordaje del acorazado Barroso y monitor Río Grande por los paraguayos.

Por su parte, el coronel Juan Crisóstomo Centurión recordaba que "Habiéndose encontrado el "Ygurey" en medio del río, lo echaron a pique, salvándose su tripulación por el Chaco".
En la madrugada del 10 de junio, resistió junto al monitor acorazado Barroso un intento de abordaje en el Tayí llevado a cabo por 20 canoas con 260 paraguayos. Tras una hora de lucha el comandante Antônio Joaquim fue muerto de un tiro en la cabeza cayendo al agua. Finalmente los asaltantes consiguieron ocupar brevemente la cubierta del Barroso hasta ser ametrallados por el Rio Grande.
Cuatro días después del enfrentamiento, el cuerpo de Antônio Joaquim fue encontrado en las aguas y enterrado en el barranco de Tagi. Al mando accidental del teniente 2° Simplício Gonçalves de Oliveira, el Rio Grande tomó parte de los combates de Tebicuarí y Angostura.
Terminada la guerra, fue incorporado a la escuadrilla del Alto Uruguay.